# Rachael Carpani
Rachael Carpani (Sydney, 24 agosto 1980) è un'attrice australiana.

## Biografia
Rachael Carpani è cresciuta in una fattoria vicino a Sydney, in una zona rurale. Ha studiato arte teatrale presso la Australian College of Entertainment presso la Macquarie University. Diviene famosa per aver partecipato a Le sorelle Mcleod interpretando il ruolo di Jodi.

## Filmografia

### Cinema
- Hating Alison Ashley (2005)
- Triangle (2009)
- Tornare a vincere (The Way Back), regia di Gavin O'Connor (2020)

### Televisione
- Ihaka: Blunt Instrument (2000)
- Le sorelle McLeod – serie TV (2001-2007 e 2009)
- Home and Away (2001)
- All Saints – serie TV (2001)
- Cane (2007)
- Scorched (2008)
- NCIS: Los Angeles – serie TV (2009)
- The Glades (2010)
- True Blue – serie TV (2010)
- Against the Wall – serie TV (2011)
- Touched, regia di Bradford May (2014)
- If There Be Thorns, regia di Nancy Savoca – film TV (2015)
- Seeds of Yesterday, regia di Shawn Ku – film TV (2015)

## Doppiatrici italiane
Nelle versioni in italiano delle opere in cui ha recitato, Rachael Carpani è stata doppiata da:
- Giulia Franzoso ne Le sorelle McLeod
- Micaela Incitti in NCIS: Los Angeles
- Laura Lenghi in The Glades